# Pseudopoda recta
Pseudopoda recta là một loài nhện trong họ Sparassidae.
Loài này thuộc chi Pseudopoda. Pseudopoda recta được miêu tả năm 2001 bởi Peter Jäger & Ono.